# جاك ستيفنز (موظف مدني)
جاك ستيفنز (بالإنجليزية: Jack Edwin Stawell Stevens)‏ هو موظف مدني وجندي أسترالي، ولد في 7 سبتمبر 1896 في Daylesford, Victoria ‏ في أستراليا، وتوفي في 20 مايو 1969 في نيوساوث ويلز في أستراليا.